# Sulawesia
Sulawesia is een geslacht van haften (Ephemeroptera) uit de familie Leptophlebiidae.

## Soorten
Het geslacht Sulawesia omvat de volgende soorten:
- Sulawesia haema